# Bach-Preis der Freien und Hansestadt Hamburg
Der Bach-Preis der Freien und Hansestadt Hamburg ist ein internationaler Musikpreis, den die Stadt Hamburg seit 1951 verleiht (seit 1975 alle vier Jahre). Er wurde 1950 anlässlich des 200. Todestags Johann Sebastian Bachs von Senat und Bürgerschaft der Freien und Hansestadt Hamburg gestiftet. Mit ihm werden Komponisten geehrt, „deren Werke unter dem hohen Anspruch, den der Namensgeber des Preises setzt, Auszeichnung verdienen“. Er ist mit 10.000 Euro dotiert. Zugleich werden von der unabhängigen Jury Förderstipendien für junge Nachwuchskomponisten vergeben, die mit insgesamt 5.000 Euro dotiert sind.

## Hauptpreisträger
- 1951: Paul Hindemith
- 1954: Philipp Jarnach
- 1957: Boris Blacher
- 1960: Wolfgang Fortner
- 1963: Johann Nepomuk David
- 1966: Ernst Krenek
- 1972: Helmut Lachenmann
- 1975: György Ligeti
- 1979: Olivier Messiaen
- 1983: Hans Werner Henze
- 1987: Aribert Reimann
- 1992: Alfred Schnittke
- 1995: Karlheinz Stockhausen
- 1999: Wolfgang Rihm
- 2003: Adriana Hölszky
- 2007: Sofia Gubaidulina
- 2011: Tan Dun[1]
- 2015: Pierre Boulez
- 2019: Chin Un-suk
- 2023: Jörg Widmann[2]